# Evansolidia digitula
Evansolidia digitula är en insektsart som beskrevs av Nielson 1988. Evansolidia digitula ingår i släktet Evansolidia och familjen dvärgstritar. Inga underarter finns listade i Catalogue of Life.